# Harmonični oscilator
Harmónični oscilátor je fizikalni sistem, ki niha okrog svoje ravnovesne lege tako, da nanj deluje sila, ki je premo sorazmerna odmiku od ravnovesne lege, in je usmerjena proti ravnovesni legi. Enakovredna formulacija je, da je potencialna energija sistema sorazmerna s kvadratom odmika od ravnovesne lege. Navadno z izrazom označujemo kvantnomehanski sistem, v klasični mehaniki pa mu ustreza nihalo.